# П'єтро II (граф Савойський)
П'єтро II Маленький Карл Великий (італ. Pietro II il Piccolo Carlomagno; 1203 — 15 травня 1268) — граф Савойський в 1263—1268 роках.

## Життєпис
Походив з Савойського дому. Сьомий син Томаса I, графа Савої і Мор'єнни, та Маргарити Женевської. Народився 1203 року в м. Суза. З дитинства йому було визначена церковна кар'єра. Спочатку 1226 року отримав посаду каноніка собору в Лозанні, 1227 року — таку саму посаду в Аості. У 1229 році обирається коад'ютором Лозаннського єпископа. Фактично керував єпархією до 1231 року, коли було обрано нового єпископа Лозанни.
Після смерті батька у 1233 році разом з братом Аймоном став вимагати від старшого брата Амадея IV поділу родинних володінь. У 1234 році за посередництва іншого брата Вільгельма, єпископа Валансу, було скликано збори в замку Шийон, було домовлено зберігати землі Савойського дому нерозривними, але молодшим братам було надано прикордонні замки з метою заохотити їх розширювати володіння. П'єтро отримав сеньйорію Буге, відмовившись від церковної діяльності. Його брат Вільгельм Валанський домовився про шлюб з представницею роду Фокіньї.
Головні зусилля П'єтро зосередив на підкоренні регіону навколо Женевського озера. Це призвело зрештою до конфлікту зі стрийком — графом Вільгельмом II Женевським. Близько 1236 року П'єтро потрапив у засідку та був схоплений своїм стриєчним братом Рудольфом, сином Вільгельма II. У 1237 році за підтримки брата Амадея IV змусив Вільгельма II Женевського підписати договір, відповідно до якого останній повинен був сплатити 20 тис. марок сріблом та передати замок Арлода.
У 1240 році отримав від Генріха III Плантагенета, короля Англії, що у 1236 році пошлюбив Елеонору, родичку Савойського дому, багату баронію Річмонд. Того ж року П'єтро привів 6 тис. вояків на допомогу братові Філіппу, який боровся за посаду єпископа Лозанни проти Жана де Коссоне, якого підтримував граф Женеви. 1241 року став титулуватися графом Річмонд та призначається лордом-захисником П'яти портів. Того ж року за дорученням англійського короля став організовувати антифранцузьку коаліцію для відвоювання області Пуату. П'єтро відвідав двори Наварри, Бургундії, Провансу. Підтримку обіцяв також його брат Амадей IV. 1242 року в Пуату ледве не потрапив до прихильників французького короля, але зміг втекти. В подальшому домовлявся проти шлюбу Санчи Прованської з братом англійського короля — Річардом.
У травні 1244 року отримав від графа Рудольфа III де Грюєра замок Грюєр, який віддав Вільгельму, другому сину Рудольфа III, як ф'єф. 1246 року отримав замок Певенсі та землю в межах Лондону між річками Темза і Странда, де 1263 року звів Савойський палац. Того ж року повернувся до Савої, але у 1247 року знову перебував в Англії.
П'єтро продовжував отримувати контроль над ключовими містами та торговими шляхами на всій долині Во, зокрема від Жана де Коссоне, єпископа Лозанни і графа де Во. Важливою резиденцією П'єтро став замок Шийон, який він перебудував й зміцнив.
1250 року вдерся до Дофіне, де змусив сеньйора Альбера III де Ла Тур-дю-Пін визнати свою зверхність. До 1253 року встановив зверхність над містом Берн. 1253 року після смерті брата Амадея IV на деякий час повернувся до Савої, вимагаючи поділу графства, але зазнав невдачі. В Англії підтримував діяльність Симона де Монфора, але зрештою 1259 року повернувся до Савойського графства, де помер його брат Томас, що керував за малолітнього небожа Боніфація I.
1263 року П'єтро домігся визнання себе графом Савойським, але проти цього виступив його небіж Томас III Савойський, князь П'ємонту. Але П'єтро II зумів зберегти владу в графстві. Після цього він розпочав реформи зі зміцнення держави. Спочатку поділив Савою на повіти та судові округи на чолі із байлі. Впровадив податкових чиновників — каштелянів, які з часом стали головами замків. Останні став будувати округлою формою, а не пласкою, як було до того. В Шамбері започаткував фінансову канцлерію, яка зайнялася систематизацією податків. Вже 1263 року переміг Гартмана V фон Кибурга, захопивши його землі в Бернському і Лозанському єпископствах. Його родич Річард Плантагенет, що став королем Німеччини, підтвердив ці захоплення, надавши П'єтро II посаду ректора Трасюранської Бургундії та імператорського вікарія.
Через свої захоплення в порушення розпорядження імператорського уряду 1264 року вступив у конфлікт з Рудольфом I Габсбургом, новим королем Німеччини, який зайняв частину графства Во. У 1266 році П'єтро II відвоював втрачені землі, а також вдерся у володіння Габсбургів, захопивши замки Гюмменен, Лаупен та Грасбург, але зазнав невдачі при облозі Фрайбурга. Зрештою 1267 року замирився з королем, підтвердивши статус-кво. Помер 1268 року. Йому спадкував брат Філіпп I.

## Родина
Дружина — Агнес, донька Аймон II, сеньйора Фокіньї.
Діти:
- Беатриса (1237—1310), була одружена з Гігом VII, дофін В'єннський, а пізніше з Гастоном VII Монкада, віконт Беарну